# Dicranotropis aristoxena
Dicranotropis aristoxena är en insektsart som beskrevs av George Willis Kirkaldy 1907. Dicranotropis aristoxena ingår i släktet Dicranotropis och familjen sporrstritar. Inga underarter finns listade i Catalogue of Life.